# Zürcher Literaturstreit (Gottsched)
Der Zürcher Literaturstreit war eine Auseinandersetzung bezüglich der Definition von idealer bzw. normierter Sprache.
Hierbei war Johann Christoph Gottsched der Auffassung, dass die deutsche Sprache eine einfache Syntax, keine Provinzialwörter, „fremde“, zu „alte“ oder auch „neugemachte“ Wörter beinhalten sollte. Dabei legte er auch Wert auf die Nüchternheit der Sprache – das Phantasiereiche und Irrationale lehnte er strikt ab.
Diese Darstellung der deutschen Sprache teilten die Schweizer Johann Jakob Breitinger und Johann Jakob Bodmer nicht und verteidigten die Fantasie in der deutschen Sprache.